# كأس العالم المصغرة للأندية
بطولة كأس العالم للأندية المصغرة Small Club World Cup ((بالإسبانية: Pequeña Copa del Mundo)‏) هي بطولة لكرة القدم أقيمت في فنزويلا بين عامي 1952 و 1975 (اعتبر بعض الصحفيين الفترة 1952–57 الفترة الأكثر أهمية، والفترة الثانية التي حدثت بين 1963 و 1975 اعتبارًا من صلة طفيفة). في معظم المناسبات، لعب المسابقة أربعة مشاركين من قارة أوروبا وأمريكا الجنوبية. في الفترة الأولى، فازت أندية من ثلاث دول بالبطولة: إسبانيا والبرازيل وكولومبيا. فازت خمسة أندية باللقب في هذه الفترة هي ريال مدريد ، ساو باولو ، ميلوناريوس، كورينثيانز، وبرشلونة.
عندما بدأت بطولة كأس الأندية الأوروبية للأبطال عام 1955، فقدت المنافسة الفنزويلية أهميتها وتوقفت في عام 1957. على الرغم من إعادة إطلاق البطولة في عام 1963، إلا أن أهميتها تضاءلت حيث تم تأسيس كأس الانتركونتيننتال (الذي أقيم لأول مرة في عام 1960) باعتبارها البطولة الكبرى. الرسمية العابرة للقارات لكل من أندية أمريكا الجنوبية وأوروبا. خلال فترة 1963-1975 ، تم تسمية الكأس أيضًا باسم «كوبا سيوداد دي كاراكاس (بالاسبانية:Copa Ciudad de Caracas)».
يعتبر بعض الصحفيين هذه المسابقة بمثابة سابقة لكأس الانتركونتيننتال، حيث تضم بانتظام أندية من أوروبا وأمريكا الجنوبية. ومع ذلك، لم يظهر أي مصدر رسمي  يشير إلى أنه كان للبطولة أي تأثير على إنشاء كأس الانتركونتيننتال، أو تم الترحيب به فعليًا في 1952-1957 باعتباره كأس العالم للأندية. ومع ذلك فإن بعض الأندية مثل ريال مدريد تسلط الضوء على هذه الكأس في قسم التاريخ أو الكأس في مواقعها على الإنترنت ومنشوراتها.

## البطولات
| السنة     | الفائز               | البلد                |
| --------- | -------------------- | -------------------- |
| 1952      | ريال مدريد           | إسبانيا              |
| 1953 (I)  | ميلوناريوس           | Colombia             |
| 1953 (II) | نادي كورينثيانز      | البرازيل             |
| 1954      | لم يتم اقامة البطولة | لم يتم اقامة البطولة |
| 1955      | نادي ساو باولو       | البرازيل             |
| 1956      | ريال مدريد           | إسبانيا              |
| 1957      | نادي برشلونة         | إسبانيا              |
| 1958–62   | لم يتم اقامة البطولة | لم يتم اقامة البطولة |
| 1963      | نادي ساو باولو       | البرازيل             |
| 1964      | لم يتم اقامة البطولة | لم يتم اقامة البطولة |
| 1965      | بنفيكا               | البرتغال             |
| 1966      | نادي فالنسيا         | إسبانيا              |
| 1967      | أتلتيك بيلباو        | إسبانيا              |
| 1968      | لم يتم اقامة البطولة | لم يتم اقامة البطولة |
| 1969      | سبارتا براغ          | تشيكوسلوفاكيا        |
| 1970      | فيتوريا سيتوبال      | البرتغال             |
| 1971–74   | لم يتم اقامة البطولة | لم يتم اقامة البطولة |
| 1975      | ألمانيا الشرقية      | ألمانيا الشرقية      |

## الفائزين بحسب الدولة
| الدولة         | #مرات الفوز |
| -------------- | ----------- |
| Spain          | 5           |
| Brazil         | 3           |
| Portugal       | 2           |
| Colombia       | 1           |
| Czech Republic | 1           |
| East Germany   | 1           |

## الفائزين حسب القارة
| الاتحاد         | # |
| --------------- | - |
| أوروبا          | 9 |
| أمريكا الجنوبية | 4 |

## المصدر
1. 1 2  Pequeña Copa del Mundo by Andrés Acosta on RSSSF نسخة محفوظة 20 نوفمبر 2020 على موقع واي باك مشين.
2. 1 2  El primer torneo internacional de clubes by José Quesada on Fútbol Retro.es نسخة محفوظة 1 نوفمبر 2020 على موقع واي باك مشين.
3. ↑  EL RAPTO DE DI STÉFANO ARRUINÓ LA PEQUEÑA COPA DEL MUNDO by Iván Castelló on Eurosport, 18 Apr 2020 نسخة محفوظة 8 أغسطس 2018 على موقع واي باك مشين.

- Pequeña Copa del Mundo 1952-1975